# Клычников, Владимир Николаевич
Владимир Николаевич Клычников (род. 24 августа 1964, Симферополь) — Заместитель Председателя Верховного Совета Крыма в 1995 и 1996—1997.

## Образование
- 1982 — ГПТУ-26, г. Симферополь.
- 1991 — исторический факультет Симферопольского государственного университета им. М. В. Фрунзе.

## Биография
- 1982 — электромонтажник Симферопольского специализированного управления № 406 треста «Запорожэлекромонтаж».
- 1982—1984 — служба в Вооружённых силах СССР.
- 1985 — водитель Симферопольского автотранспортного предприятия.
- 1989—1991 — председатель Симферопольского общества ветеранов Афганистана «Баграм».
- 1991—1993 — председатель Крымского республиканского Союза ветеранов Афганистана, г. Симферополь.
- 1993—1994 — ведущий специалист второго отдела Управления делами Совета министров Крыма.
- март — июль 1995 и октябрь 1996 — февраль 1997 — заместитель Председателя Верховного Совета Крыма.
- 1994—1996 и 1997—1998 — депутат Верховного Совета Крыма на постоянной профессиональной основе.
- май 2002 — сентябрь 2009 — председатель Постоянной комиссии Верховного Совета Крыма по местному самоуправлению и административно-территориальным вопросам.
- март — ноябрь 2010 — председатель Постоянной комиссии Верховного Совета Крыма по аграрным и земельным вопросам, экологии и рациональному природопользованию.
- ноябрь 2010 — февраль 2011 — председатель Постоянной комиссии Верховного Совета Крыма по местному самоуправлению и административно-территориальным вопросам.
- с декабря 2011 — председатель Комиссии Верховного Совета Крыма по взаимодействию с органами местного самоуправления в Автономной Республике Крым.
- Депутат Государственного Совета Республики Крым шестого созыва 2010—2014 годов (Верховного Совета Автономной Республики Крым).
- С 19 сентября 2014 года — депутат Государственного Совета Республики Крым первого созыва. Избран от Центрального избирательного округа № 22 города Симферополя от партии «Единая Россия», членом которой является. Заместитель председателя Комитета по культуре и вопросам охраны культурного наследия, член Комитета по труду, социальной защите, здравоохранению и делам ветеранов.[1]

## Награды
- Заслуженный работник местного самоуправления в Автономной Республике Крым (2004).
- Медаль «За отвагу» (1984).
- Почетная грамота Верховной Рады Украины (2003).
- знак отличия Автономной Республики Крым «За верность долгу» (2004).
- Медаль ордена «За заслуги перед Отечеством» II степени (2014)[2]
- Орден «За верность долгу» (13 марта 2015) — за особые заслуги при выполнении служебного и гражданского долга, безупречное исполнение служебных обязанностей, мужество, самоотверженность и инициативу, проявленные в период организации и проведения общекрымского референдума[3]

## Общественная деятельность
- Председатель Крымского республиканского союза ветеранов Афганистана (1991—1998).
- Председатель исполкома Республиканского движения Крыма (1991—1992).
- Председатель исполкома Русскоязычного движения Крыма (1992—1993).
- Член Народной партии Крыма в 1993—1995, председатель исполкома Народной партии Крыма.
- Член Крымской партии в 1996—1997, председатель исполкома Крымской партии.
- Член партии «Союз» с 1997, председатель исполкома партии «Союз».
- Депутат Верховного Совета Крыма 2-го (1994—1998), 4-го (2002—2006), 5-го (2006—2010), 6-го (2010—2015) созывов.

## Семья
Женат. Имеет троих сыновей — Денис, Артем и Максим.